# Tempo Front
 (novembre 2021).
La mise en forme du texte ne suit pas les recommandations de Wikipédia : il faut le « wikifier ».
Les points d'amélioration suivants sont les cas les plus fréquents. Le détail des points à revoir est peut-être précisé sur la page de discussion.
- Les titres sont pré-formatés par le logiciel. Ils ne sont ni en capitales, ni en gras.
- Le texte ne doit pas être écrit en capitales (les noms de famille non plus), ni en gras, ni en italique, ni en « petit »…
- Le gras n'est utilisé que pour surligner le titre de l'article dans l'introduction, une seule fois.
- L'italique est rarement utilisé : mots en langue étrangère, titres d'œuvres, noms de bateaux, etc.
- Les citations ne sont pas en italique mais en corps de texte normal. Elles sont entourées par des guillemets français : « et ».
- Les listes à puces sont à éviter, des paragraphes rédigés étant largement préférés. Les tableaux sont à réserver à la présentation de données structurées (résultats, etc.).
- Les appels de note de bas de page (petits chiffres en exposant, introduits par l'outil «  Source ») sont à placer entre la fin de phrase et le point final[comme ça].
- Les liens internes (vers d'autres articles de Wikipédia) sont à choisir avec parcimonie. Créez des liens vers des articles approfondissant le sujet. Les termes génériques sans rapport avec le sujet sont à éviter, ainsi que les répétitions de liens vers un même terme.
- Les liens externes sont à placer uniquement dans une section « Liens externes », à la fin de l'article. Ces liens sont à choisir avec parcimonie suivant les règles définies. Si un lien sert de source à l'article, son insertion dans le texte est à faire par les notes de bas de page.
- La présentation des références doit suivre les conventions bibliographiques. Il est recommandé d'utiliser les modèles {{Ouvrage}}, {{Chapitre}}, {{Article}}, {{Lien web}} et/ou {{Bibliographie}}. Le mode d'édition visuel peut mettre en forme automatiquement les références.
- Insérer une infobox (cadre d'informations à droite) n'est pas obligatoire pour parachever la mise en page.

Pour une aide détaillée, merci de consulter Aide:Wikification.
Si vous pensez que ces points ont été résolus, vous pouvez retirer ce bandeau et améliorer la mise en forme d'un autre article.
Le Tempo Front est une gamme de triporteurs motorisés, présentée en 1933 par le constructeur allemand Tempo-Werke. Le constructeur veut faire oublier la série série T, triporteurs avec le plateau de chargement devant le poste de conduite. C'était en fait un tricycle inversé avec une direction par volant, selon les critères en vigueur à l'époque. La série Front est un triporteur standard avec le moteur à l'avant, placé juste après la roue motrice et directrice, une cabine fermée et un plateau de chargement à l'arrière.
Ce type de triporteur a largement été favorisé par le gouvernement allemand qui, en 1928, a promulgué une loi par laquelle les véhicules à moteur de moins de quatre roues et d'une cylindrée inférieure à 200 centimètres cubes peuvent être conduits sans permis et sont détaxés,. Cette disposition a fait croître fortement la demande de ce type de véhicules.

## Histoire

### Génèse
La société Vidal und Son a été créée à Hambourg en 1883 pour fournir des services de lutte contre les incendies dans les ports, notamment ceux qui traitaient l'importation de charbon. En 1927, l'économie allemande est écrasée sous le poids des réparations de guerre et l'importation de charbon tombe à un niveau très bas. Face à cette récession la société "Vidal und Son" recherche de nouveaux débouchés. Max Vidal et son fils Oscar décident de tenter leur aventure dans l'industrie automobile. Ils se consacrent au développement d'un véhicule utilitaire simple, similaire au populaire "Blitzkarren" de Carl Borgward, lancé en 1924. 
Forts des dispositions de la loi de 1928 qui fait immédiatement croître la demande de ce type de véhicules en Allemagne, Max et Oscar Vidal présentent le Tempo T1, alliance d'une moto et d'une remorque dans une unité rigide, un tricycle ouvert avec deux roues à l'avant supportant le plateau de chargement et le poste de conduite à l'arrière. Le véhicule est équipé d'un moteur JLO, un monocylindre à deux temps de 196 cm³ développant une puissance de 5 ch qui offre une charge utile d'environ 500 kg. Le "T1" sera fabriqué à Stade et à Lünebourg, par de très nombreux sous-traitants, dont ses propres concurrents Goliath, Phanomen et Rollfix.
Comme tous les triporteurs de cette époque, les Tempo T ont été développés comme moyen de transport bon marché pour les petits entrepreneurs et les agriculteurs de l'Allemagne d'après-guerre. L'économie allemande avait été dévastée par la Première Guerre mondiale. À cette époque, le peuple allemand devait se satisfaire de moyens de transport sans fioritures, bon marché à l'achat comme en exploitation. La vitesse n'était pas essentielle car le véhicule remplaçait chevaux et calèches.
Les Tempo T1 et T2 étaient, en fait, des copies simples et bon marché mais très mal construites des tricycles concurrents, fabriqués par une kyrielle de sociétés sous-traitantes. Ils étaient si mal construits que leurs pannes constantes ont obligé Tempo à employer un mécanicien mobile à temps plein pour effectuer les dépannages dès que les véhicules prenaient la route. Rapidement la production va être progressivement abandonnée au profit du Tempo T6, conçu par Otto Dauss, produit à 3.596 exemplaires entre 1929 et 1935, qui va s'avérer très fiable.
En 1932, Tempo-Werke veut en finir avec la série T et lance le "Pony". Comme le T6, pour respecter les critères de la loi de 1928, le Tempo Pony a un moteur de 198 cm³. Sa construction a été considérablement simplifiée pour être la moins chère possible. La direction, précédemment commandée par un volant, se fait simplement avec un guidon, comme sur une moto. L'avantage est son prix exceptionnellement bas, 795 Reichsmarks par rapport aux 1.280 RM du T6. Mais le succès escompté n'a pas eu lieu, les clients n'ont pas réussi à s'habituer à ce type de direction inhabituelle. Seulement 528 exemplaires sont fabriqués. 
Pour éviter la débâcle, Tempo-Werke réagit immédiatement et, en toute fin d'année 1932, lance la série "Front", un triporteur classique, dont le poste de conduite est maintenant placé à l'avant dans une cabine fermée, le moteur est enveloppé dans une carrosserie très pointue. Le premier modèle de cette nouvelle série est le Tempo Front 6. 

## La série Tempo Front

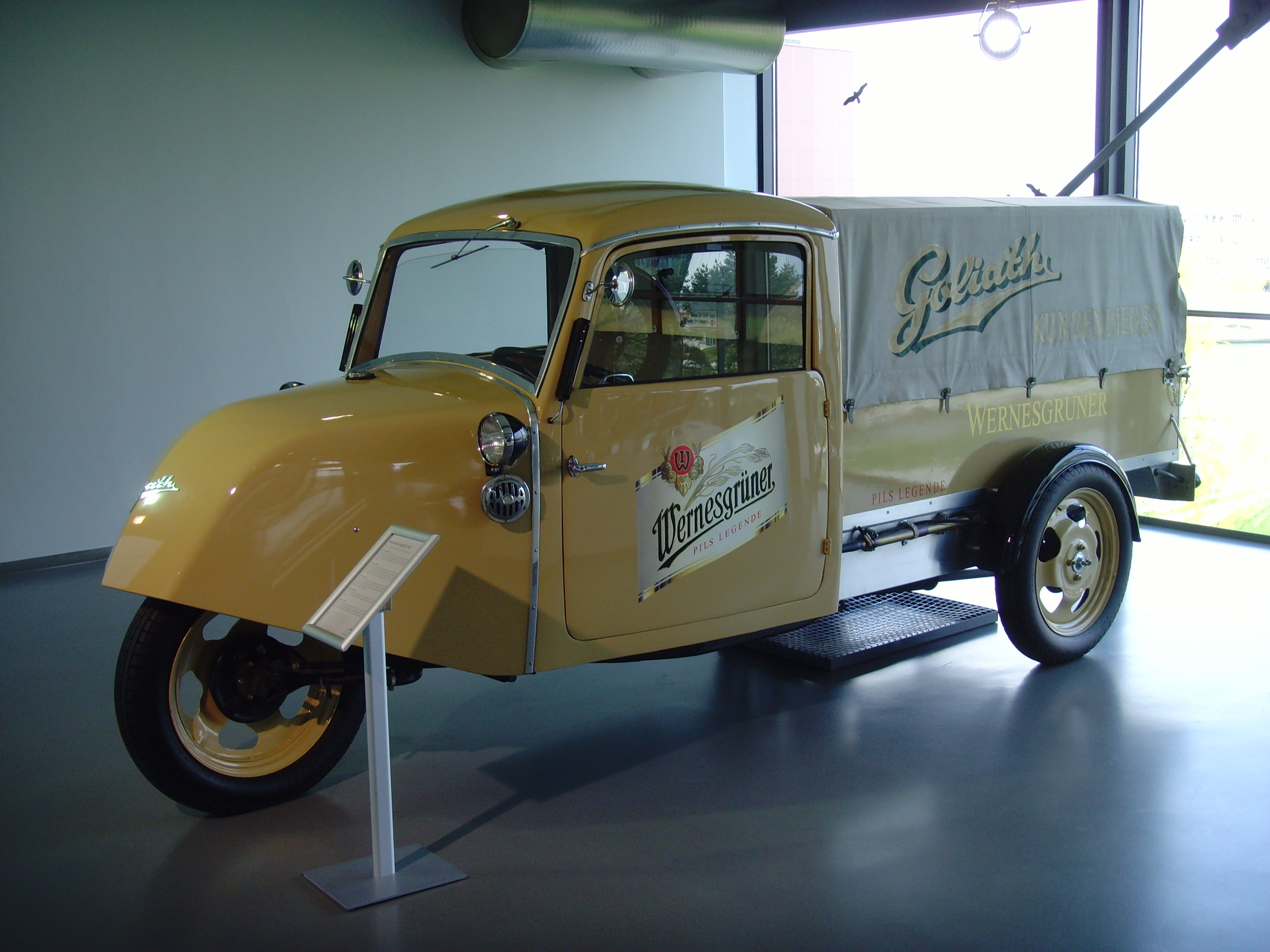
Goliath F400

### Tempo Front 6
Le Tempo Front 6 est un triporteur avec une carrosserie fermée, équipé d'un moteur monocylindre JLO deux temps de 198 cm³ avec refroidissement par eau, développant 6 ch et disposant d'une charge utile de 500 kg. Avec ce modèle, Tempo-Werke a voulu contrecarrer ses concurrents, notamment le Goliath F400, une évolution du Goliath Pioneer, et le Borgward Hinterlader, présentés en début d'année 1932. Tempo-Werke disposait d'un modèle similaire dès la fin d'année 1932, étudié et mis au point dans un délai record de seulement 6 mois. Il devait constituer la base de tous les autres trois-roues de la marque mais, dès le début de sa pré-commercialisation, tous les défauts structurels du véhicule sont apparus au grand jour. Il a fallu procéder en catastrophe à de nombreux renforcements de la structure et apporter plusieurs améliorations. La qualité insuffisante des matériaux utilisés s'est avérée fatale aux points critiques et l'ensemble a du être corrigé. La cabine était en bois avec des panneaux en contreplaqué revêtu. Après un arrêt de la production, la livraison des véhicules n'a repris qu'au cours du premier semestre 1933, engendrant des pertes considérables. 6.100 exemplaires ont tout de même été fabriqués entre 1933 et 1935.

### Tempo Front 9
Le Tempo Front 9, lancé en 1933, reprend la structure modifiée et renforcée du "Front 6" mais avec un moteur JLO monocylindre deux temps de 300 cm³, refroidissement par eau, développant 9 ch et offrant une charge utile de 650 kg. Plusieurs variantes de carrosserie étaient proposées dont une version automobile type cabriolet avec capote découvrable. Ce modèle sera fabriqué à seulement 599 exemplaires entre 1933 et 1935.

### Tempo Front 12
Le Tempo Front 12 est un "Front 9" équipé d'un moteur plus puissant, le monocylindre JLO à deux temps, refroidissement par eau, de 396 cm³ développant une puissance de 12 ch (d'où son nom) avec une charge utile de 750 kg. Ce modèle semble être resté au stade du prototype. Aucun chiffre de production n'est connu.

Après les déboires rencontrés avec la première série front, Tempo-Werke lance en 1934 une série repensée avec une esthétique entièrement revue grâce à l'utilisation d'une structure totalement en acier, les Tempo D.200 et D.400 aussi connue sous le noms Tempo Front 7 (D.200) & 14 (D.400). Le modèle Front 7 D.200 était équipé du moteur JLO de 200 cm³ et le D.400 avec le moteur JLO de 400 cm³. L'usine Tempo a fourni une grande variété de carrosseries personnalisées, du simple plateau à plateau à la camionnette de livraison bâchée, tôlée et même réfrigérée. Une version berline a même été proposée.
Le Tempo D.400 a connu un beau succès commercial qui, durant un certain temps, a dépassé la capacité de production de l'usine ce qui a conduit "Vidal und Son" à vendre leurs petits ateliers de Wansbeck et à acheter l'usine Goliath de 60.000 m2 dans l'arrondissement de Harbourg. En 1935, Tempo a fêté la production de son 10.000ème véhicule.
La fiabilité de la dernière génération de véhicules Tempo a été démontrée le 5 novembre 1934 avec trois Tempo D.200 qui ont participé à une épreuve de vitesse et d'endurance de 1.000 kilomètres sur le circuit automobile AVUS de Berlin. Aucun record de vitesse n'a été battu mais ils ont démontré leurs qualités d'endurance et d'économie en parcourant les 1 000 km en 18 heures 44 minutes et 48 secondes à une vitesse moyenne de 53,333 km/h avec une consommation moyenne de 7 litres aux 100 kilomètres.

En 1936, Tempo présente la série « E » de triporteurs. Cette nouvelle gamme est composée de véhicules nettement plus solides que ses prédécesseurs, avec une structure robuste en acier et une cabine tôlée entièrement fermée. Les moteurs sont restés les mêmes. Les ventes ont bondi et la société "Vidal und Son" a, de nouveau, été contraints d'agrandir leur usine. Avec des ventes dépassant les 14.000 unités par an, Tempo a dépassé son rival Goliath sur le marché des triporteurs « kleinlaster ». En 1938, le gouvernement nazi réglemente l'industrie automobile, imposant des contraintes sur le type de véhicule que chaque entreprise pouvait fabriquer. Tempo-Werke et Goliath ont obtenu l'autorisation de fabriquer des triporteurs commerciaux, mais Tempo n'a pas été autorisé à construire son modèle V.600 à quatre roues.

## Production
Selon les archives de la société Tempo-Werke, la production totale des modèles Front en Allemagne est la suivante :
| Modèle           | Années fabrication | Quantité |
| ---------------- | ------------------ | -------- |
| T1               | 1928–1930          | 264      |
| T2               | 1928–1930          | 41       |
| T6               | 1929–1935          | 3.596    |
| T10              | 1930–1936          | 840      |
| Pony             | 1932–1936          | 529      |
| Front 6          | 1933–1935          | 6.100    |
| Front 10         | 1933–1935          | 607      |
| Front 7 (D.200)  | 1934–1936          | 1.150    |
| Front 14 (D.400) | 1934–1936          | 2.633    |
| V.600            | 1935–1936          | 823      |
| E.200            | 1936–1937          | 9.600    |
| E.400            | 1936–1937          | 3.311    |
| E.600            | 1936–1937          | 1.947    |
| G.1200 / T.1200  | 1936–1943          | 1.253    |
| A.200            | 1938–1940          | 6.294    |
| A.400            | 1938–1940          | 36.790   |
| A.600            | 1938–1943          | 11.479   |